# Fair Game - Caccia alla spia
Fair Game - Caccia alla spia (Fair Game) è un film del 2010 diretto da Doug Liman.
Il soggetto è costituito dalla storia vera di Valerie Plame e del cosiddetto CIA-gate del 2003. In particolare la narrazione è basata sulle memorie pubblicate dalla stessa Plame nel 2007: Fair Game: My Life as a Spy, My Betrayal by the White House e anche sul libro di suo marito, il diplomatico Joseph C. Wilson, The Politics of Truth, anche lui coinvolto nella vicenda.
Naomi Watts e Sean Penn che interpretano i due coniugi protagonisti della vicenda, sono per la terza volta insieme sul grande schermo. In precedenza sono stati insieme protagonisti di 21 grammi (2003) e di The Assassination (2004).

## Trama
Valerie Plame è un agente sotto copertura della CIA, che opera nel settore che indaga sulla proliferazione delle armi nucleari. In particolare nel 2002 si occupa con tutto il suo ufficio di verificare i programmi in corso dell'Iraq in merito alla realizzazione di armi di distruzione di massa. Suo marito, il diplomatico Joseph C. Wilson, grazie alle sue competenze, è chiamato ad effettuare una missione in Niger dal quale, secondo una fonte, l'Iraq avrebbe acquistato uranio arricchito. Wilson esclude questa circostanza, e quando, anche grazie a Valerie, vengono contattati più di venti tecnici nucleari iracheni che confermano tutti che il programma nucleare è fermo dai tempi della guerra del golfo, da parte della CIA la questione sembra ormai definita. Ma da parte del vicepresidente degli Stati Uniti si avanzano dei dubbi e nel discorso sullo stato dell'Unione del 2003 il Presidente George W. Bush, tra le altre cose, afferma che la minaccia dall'Iraq è costituita proprio dalla costruzione di armi di distruzioni di massa, che sarebbe provata dall'acquisto di uranio dal Niger.
Sia Valerie che suo marito sanno che in realtà non esiste alcuna prova di ciò, e Joe, in particolare, decide di esporsi pur di contrastare la manipolazione d'informazioni attuata dall'amministrazione Bush al fine di giustificare l'intervento militare. Nel luglio del 2003, pochi mesi dopo l'inizio della guerra, Joseph Wilson con un editoriale pubblicato sul The New York Times sbugiarda il Presidente raccontando l'esito della sua missione in Niger. In seguito a tale avvenimento, con l'intento di screditare Wilson per difendere la posizione governativa, sempre a mezzo stampa, viene svelata l'identità sotto copertura di Valerie, raccontando la circostanza secondo la quale fu lei a raccomandare il marito perché venisse inviato in Niger ad indagare.
Mentre Valerie dopo 18 anni non solo perde il lavoro ma vede interrompersi bruscamente anni di relazioni e andare in fumo indagini importantissime, Joe non si dà pace e contrattacca come può su tutti i fronti. Pur capendo la buona fede del marito Valerie non è d'accordo perché capisce che l'avversario è troppo potente e queste lotte possono ritorcersi contro la sua famiglia. Il rapporto con il marito va in crisi finché poi i due ritornano insieme grazie al buon senso e anche ad alcune buone notizie. Infatti dopo le accuse di Wilson l'inchiesta federale è andata avanti portando all'arresto di Lewis Libby, capo dello staff del Vice Presidente Cheney, reo di aver svelato ad un giornalista il nome di un agente in copertura. Valerie è infine convocata dal Congresso degli Stati Uniti, dove di fronte ad un'apposita commissione può spiegare a tutti la sua verità.

## Produzione
La sceneggiatura di Jez Butterworth e John-Henry Butterworth è basata sulle memorie di Valerie Plame (Fair Game: My Life as a Spy, My Betrayal by the White House), pubblicate dalla casa editrice Simon & Schuster nel 2007, e in parte su quelle del marito Joseph C. Wilson (The Politics of Truth) pubblicate nel 2004. Nel marzo del 2007 la Warner Bros. annunciò di aver acquistato i diritti cinematografici per produrre un film basato sulle vite dei due coniugi. I produttori Akiva Goldsman della Weed Road Productions e Jerry Zucker della Zucker Productions furono incaricati di sviluppare il film. Doug Liman invece fu designato come regista. Proprio quest'ultimo in diverse interviste si è detto molto soddisfatto del film prodotto, e ha giudicato straordinaria l'interpretazione di Naomi Watts.

### Cast
Prima che Sean Penn e Naomi Watts avessero la parte dei due protagonisti, anche Nicole Kidman e Russell Crowe vennero contattati per il film. Il casting vero e proprio iniziò però nel mese di maggio, e i primi attori ad unirsi al progetto furono Sean Penn, Naomi Watts e Liraz Charhi.

### Riprese
Le riprese si sono svolte principalmente a New York e a Washington. Alcune scene si sono girate anche ad Amman, in Giordania, a Il Cairo, in Egitto, e in Malaysia.
Nel mese di ottobre 2009 fu realizzato un primo test screening per valutare le reazioni del pubblico, con risultati molto positivi.

## Distribuzione
Il film fu presentato per la prima volta al Festival di Cannes il 20 maggio 2010. Nelle sale statunitensi è stato distribuito in versione limitata dal 5 novembre 2010, a cura della Summit Entertainment. In Italia invece, il film è uscito il 22 ottobre 2010, a cura della Eagle Pictures.

## Riconoscimenti
- 2010 - Festival di Cannes
  - Candidatura per la Palma d'oro a Doug Liman
- 2010 - Satellite Award
  - Candidatura per la miglior attrice in un film drammatico a Naomi Watts
  - Candidatura per il miglior attore non protagonista a Sean Penn
  - Candidatura per la miglior sceneggiatura non originale a Jez Butterworth e John-Henry Butterworth
- 2010 - Mill Valley Film Festival
  - Miglior film a Danny Boyle e Doug Liman
- 2010 - National Board of Review Awards
  - Premio per la libertà di espressione
- 2010 - St. Louis Film Critics Association
  - Candidatura per la miglior attrice a Naomi Watts
- 2010 - Women Film Critics Circle Awards
  - Karen Morley Award
  - Migliore qualità dei sessi
- 2011 - AARP Movies for Grownups Awards
  - Candidatura per la miglior coppia a Sean Penn e Naomi Watts
- 2010 - International Film Music Critics Award
  - Candidatura per il compositore dell'anno a John Powell
- 2011 - Premio Chlotrudis
  - Candidatura per la miglior sceneggiatura non originale a Jez Butterworth e John-Henry Butterworth
- 2011 - Political Film Society
  - Candidatura per il premio per l'esposizione

## Accoglienza

### Incassi
A fronte di un budget di 22 milioni di dollari, la pellicola guadagnò al botteghino solamente 24 milioni.

### Critica
Nonostante un risultato al botteghino non esaltante, la pellicola è stata elogiata da gran parte della critica. The Hollywood Reporter ha scritto che il film può rappresentare uno dei migliori film di spionaggio di sempre, e ha il merito di mostrare come funzionano le cose nella vita reale. «Un'affascinante storia della vita reale» è stato il giudizio di ScreenDaily, mentre il Boxoffice Magazine ha apprezzato le interpretazioni di Sean Penn e Naomi Watts, definendo la sceneggiatura avvincente e in grado di tenere il pubblico fisso davanti allo schermo.
Tuttavia il sito Cinematical ha definito il film al di sotto delle aspettative, e il The New York Times ha messo in luce come la reazione del pubblico di Cannes non sia stata entusiasta. Secondo il quotidiano newyorkese il film è piacevole durante la prima ora, per poi sprofondare in un melodramma senza senso.